# Beam of Light
Beam of Light è il secondo album in studio del gruppo rock giapponese One Ok Rock, pubblicato il 28 maggio 2008..
Ha raggiunto il diciassettesimo posto nella classifica oricon dove è rimasto per quattro settimane vendendo un totale di 13,000 copie.

## Tracce
1. Hitsuzen Maker (必然メーカー) – 3:30
2. Melody Line no Shibouritsu (Melody Lineの死亡率) – 3:44
3. 100%(hundred percent) – 3:06
4. Abduction-Interlude – 1:45
5. San-san Dama (燦さん星) – 3:58
6. Koubou (光芒) – 3:28
7. Crazy Botch – 3:54
8. Yap – 2:47